# Calgary Stampede

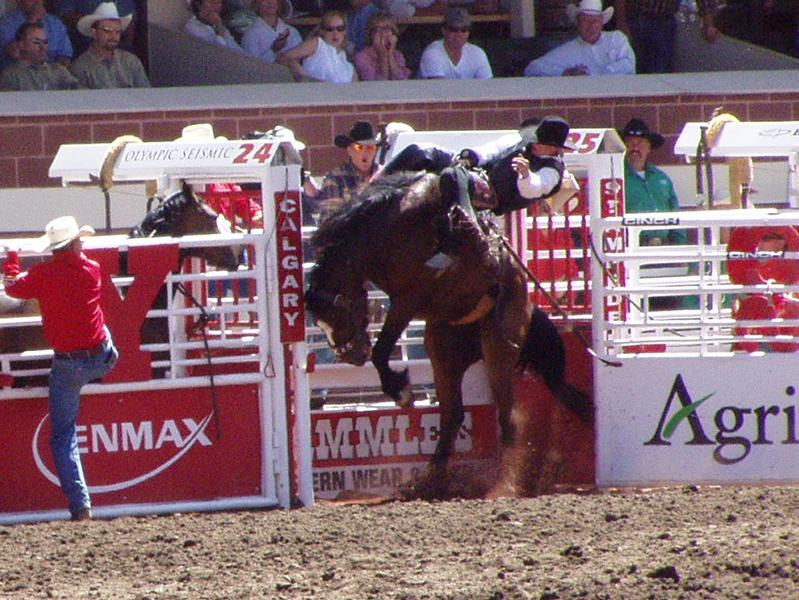
Rodeo-Show bei der Calgary Stampede

Die Calgary Exhibition and Stampede ist eine jährlich stattfindende, zehntägige Landwirtschafts-Ausstellung in der kanadischen Stadt Calgary.
Sie gilt als die größte Rodeoshow der Welt und wird auch als The Greatest Outdoor Show on Earth bezeichnet.
Mit circa 1,5 Millionen Besuchern ist sie die größte Freiluft-Ausstellung der Welt. Jährlich werden mehr als 2 Millionen Dollar Preisgeld vergeben.
Am 16. Januar 2012 wurde die „Calgary Stampede“ durch die kanadische Regierung, auf Vorschlag des Historic Sites and Monuments Board of Canada, zu einem „nationalen historischen Ereignis“ erklärt.

## Geschichte
Die Calgary and District Agricultural Society wurde 1884 gegründet, um die Stadt zu fördern und die Landwirte und Viehzüchter aus dem östlichen Kanada zu ermutigen sich nach Westen zu bewegen. Dazu fanden, auf einem Gelände am Elbow River, Ausstellungen statt.
Im Jahr 1912, einer Krisenzeit der Weidewirtschaft, bündelten die Big Four (George Lane und Archibald J. McLean – zwei Rinderzüchter –, Alfred E. Cross – ein Rancher und Brauer – sowie Patrick Burns – ein Rancher und Fleischverarbeiter –) Calgarys Gelder und ließen, um den Kummer zu verdrängen, eine wilde Rodeo-Show steigen – die „Stampede“.
In diesem Jahr wurde die Calgary Stampede als eigenständige Veranstaltung durchgeführt, seit 1923 im jährlichen Rhythmus. In Verbindung mit dem Rodeo wurde später das Calgary Western Jamboree eingeführt.

## Veranstaltungen
Die Ausstellung beginnt mit einer großen Parade und einem riesigen Pancake-Frühstück, das von verschiedenen Organisationen gesponsert wird. Bei den Touristen ist besonders die Rodeo-Show sehr beliebt. Zudem gibt es Bühnenshows, Konzerte, Pferderennen, landwirtschaftliche Wettbewerbe, Chuckwagon-Rennen und First-Nations-Ausstellungen. Die Ausstellung hat ihren Ursprung in der 1886 erstmals stattfindenden Calgary Industrial Exhibition.

### Parade
Jedes Jahr am ersten Freitag im Juli beginnt die Parade kurz vor 9 Uhr. Politiker, Sportler, Schauspieler und andere Würdenträger leiteten die Veranstaltung jahrelang. Das Ereignis bietet Dutzende von Musikkapellen, Flotten und hunderte Pferde mit Teilnehmern aus der ganzen Welt und verbindet Westerneinflüsse mit der Moderne. Cowboys, First-Nations-Tänzer und die Mitglieder der Royal Canadian Mounted Police werden begleitet von Clowns, Bands, Politikern und Wirtschaftsbossen.

### Rodeo
Das Stampede Rodeo ist die größte und bekannteste Veranstaltung dieser Art in der Welt. Es gibt sechs große Disziplinen: Bullenreiten, Barrel Racing, Bullenringen (Steer Wrestling), Lasso werfen, Reiten mit Sattel und Reiten ohne Sattel. Mit einem Preisgeld von 100.000 US-Dollar an die jeweiligen Sieger der großen Disziplinen und 1.000.000 USD insgesamt auf den Meisterschaftstag ist es das höchstdotierte Turnier der Welt.

## Tierschutz
Da während der Stampede nicht alle Unfälle vermeidbar sind, sind Tierschutzorganisationen gegen dieses Festival. Die Stampede führt allerdings nach jedem Unfall, der den Tod eines Menschen oder eines Tieres zur Folge hat, Untersuchungen durch, um die Sicherheit zu erhöhen.
Im Jahr 1986 starben 12 Pferde während der Stampede (die meisten wurden aufgrund von Verletzungen eingeschläfert). Zwischen 1995 und 2005 starben insgesamt 21 Pferde bei der Calgary-Stampede.
Der schlimmste Unfall im Zusammenhang mit der Stampede ereignete sich am 3. Juli 2005, als neun Pferde nach einem Sprung von einer Brücke in den Bow River ums Leben kamen. Der Unfall ereignete sich nur fünf Tage vor Beginn der Stampede während eines Ausritts von der Stampede-Ranch in die Stadt.
2010 starben sechs Pferde während des Wettkampfes, die Mehrheit an durch Stress verursachten Verletzungen. Die britische League Against Cruel Sports rief bei britischen Reisebüros zum Boykott der Stampede auf und mehr als 50 Mitglieder des Parlaments des Vereinigten Königreichs unterzeichneten einen Antrag, in dem sie die kanadische Regierung aufforderten, die Behandlung der Tiere beim Rodeo zu verbessern.

## Rezeption
- Calgary Stampede (Dokumentarfilm) (1948)